# سیارک ۵۱۳۴
سیارک ۵۱۳۴ (به انگلیسی: 5134 Ebilson، نامگذاری:1990SM2) پنج هزار و صد و سی و چهارمین سیارک کشف شده‌است که در ۱۷ سپتامبر ۱۹۹۰ کشف شد.
قدر مطلق سیارک برابر ۱۲٫۰۰ است.